# Reminiscencje
Reminiscencje – druga płyta Warszafskiego Deszczu. Album został wydany osiem lat po premierze albumu Nastukafszy.... Znalazły się na nim utwory zespołu z 2000 roku, które nie zostały jednak wcześniej opublikowane. 
Grupa ogłosiła dla fanów konkurs na okładkę albumu. Nie wyłoniono pojedynczego laureata, tworząc okładkę z szesnastu najlepszych, zdaniem zespołu, prac.
Reminiscencje zostały udostępnione do pobrania za darmo z internetu; album pobrało ponad 200 tysięcy osób. Zdaniem autorów Antologii polskiego rapu ciepłe przyjęcie albumu skłoniło członków zespołu – Tedego i Numer Raza – do reaktywacji grupy i wydania albumu Powrócifszy... w 2009 roku.

## Lista utworów
Opracowano na podstawie materiału źródłowego
1. "Intro"
2. "Pro Publico Bono"
3. "Biznes"
4. "Miasto"
5. "Słowa Rymoholika"
6. "Jestem Pewien"
7. "Będzie Padało"
8. "Fury"
9. "Desant" (gościnnie Borixon)
10. "Totalnie Wyluzowany Freestyle"
11. "Dawaj Mario"
12. "Skit"
13. "Pogromca Obrońców"
14. "Operacja WFD"
15. "Chaos"
16. "Prezent" (gościnnie Borixon)
17. "Po Prostu"
18. "Czasem się układa"  (gościnnie Chada)
19. "WWA-NY" (gościnnie Lil' Dap)
20. "Abonent"
21. "Miejskie Realia" (gościnnie Vemblematy)
22. "Tsss"
23. "Oldskull"
24. "Po Sobocie"
25. "Najebka Skit"
26. "Komercja"
27. "Codziennie"
28. "Esencja"
29. "Hologram"